# Căpușu Mic, Cluj

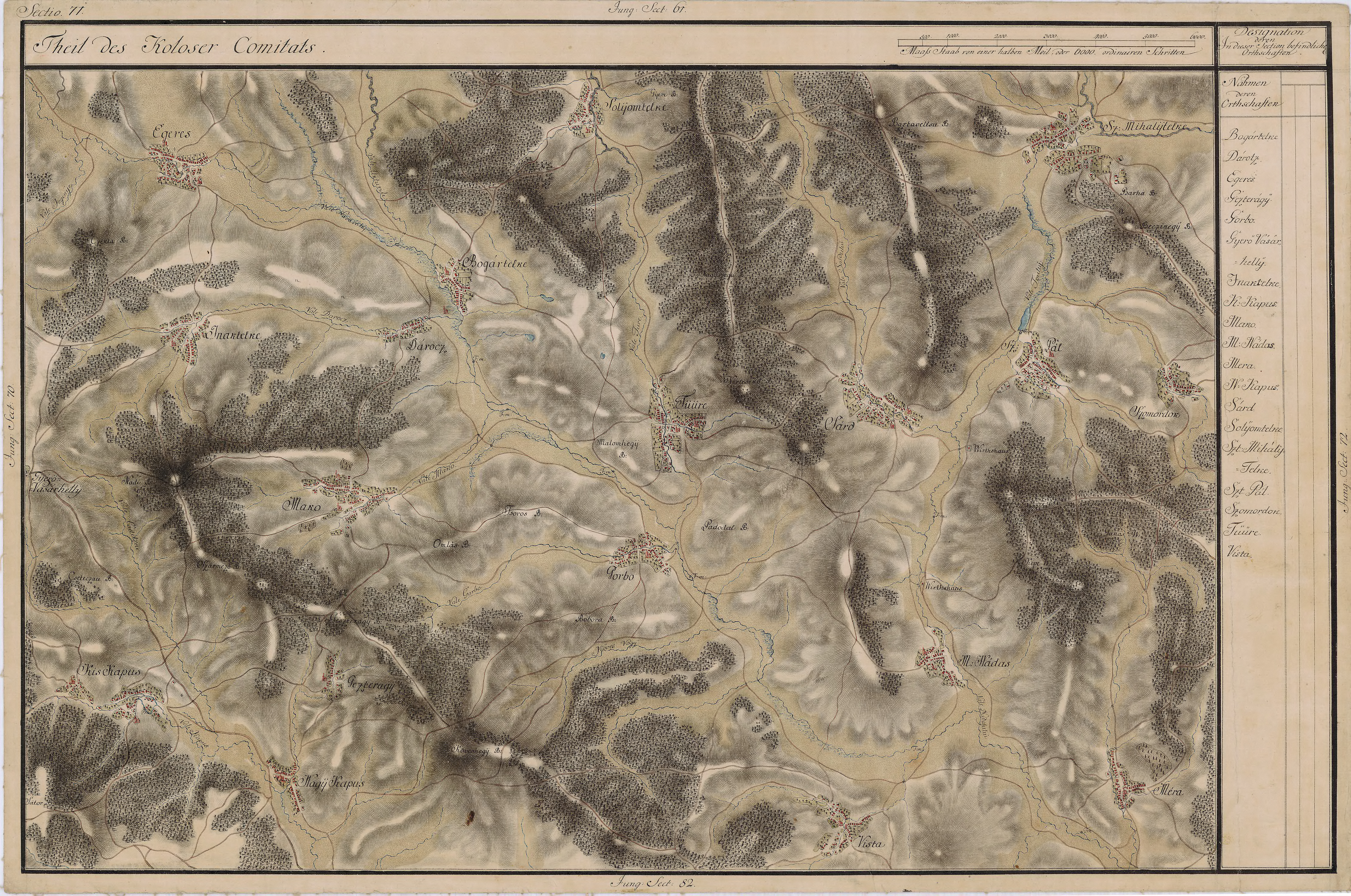
Căpușu Mic pe Harta Iosefină a Transilvaniei, 1769-1773

Căpușu Mic (în maghiară Magyarkiskapus) este un sat în comuna Căpușu Mare din județul Cluj, Transilvania, România.

## Date geografice
Localitatea, aflată la 28 km de Cluj-Napoca, poate fi considerată un mic paradis întins la poalele munților Gilău, la marginea pădurii și la 1.500 m de una dintre cele mai circulate șosele din România. În ultima perioadă, se observă o migrație inversă (în stare incipientă), de la oraș la sat, mai ales a tinerilor ce doresc puțină liniște și aer nepoluat, fenomen care se percepe și în Căpușul Mic, prin faptul că casele vechi, au început sa fie cumpărate și renovate, precum și apariția de noi construcții.
Altitudinea medie: 500 m.
O parte a localității din amonte este declarată zonă protejată de interes județean. Aici se poate întâlni o specie rară de barză neagră.
În apropiere, în satul Dângăul Mare aparținător comunei Căpușul Mare, s-a instalat și pus în funcțiune o instalație de teleski nouă, modernă, care atrage numeroși turiști. Baza pârtiei este la 887 m. altitudine, iar partea superioară la 967 m. altitudine.

## Date economice
La sud de Căpușu Mic s-a aflat singurul zăcământ de fier (astăzi epuizat) de origine sedimentară din România, format din limonit și siderit oolitic. Zăcământul de fier a fost descoperit în anul 1960 de către cercetătorii Stoicovici Eugen și Mureșan Ioan de la Universitatea Babeș-Bolyai Cluj în formațiuni sedimentare eocene.
Pentru prepararea minereului s-a construit o fabrică în Căpușu Mare, care după epuizarea resurselor locale și al celor regionale (fier la Băișoara, feldspat la Muntele Rece) a fost închisă.
Exploatarea de fier de la Căpușu Mic a fost de suprafață (carieră). Din această activitate au rezultat peste 1000 ha halde de steril, care vor trebui renaturalizate.
Funcționarea acestei exploatări a fost scurtă (1962-1985).

## Istoric
Căpușu Mic, un sat vechi (atestat din anul 1219), se află pe malul Căpușului, dominat de o veche biserică reformată-calvină. 
În secolul al XIII-lea devine domeniu maghiar al episcopatului transilvan. 
Biserica Reformată-Calvină a fost ridicată în secolele XIII-XIV. Initial, această biserică a fost romano-catolică, dar cu apariția curentului reformat a fost transformată în biserică reformată-calvină. Se păstrează tavanul original din lemn, un clopot din 1872, și orga. Ultima mare renovare a avut loc în anul 1932.
Din 1391 populație mixtă (maghiari, români). Satul a aparținut apoi domeniului funciar al familiei Gyeröffy din Dumbrava.
În sat mai există o biserică ortodoxă și una baptistă.

## Demografie
Satul are 364 de case, cu o populație de 834 locuitori, fiind cel mai mare sat din comună. 
Datorită fenomenului migrației populației de la sat la oraș, media vârstei locuitorilor este cuprinsă între 50-55 de ani.

## Date economice
În apropiere s-a exploatat un zăcământ cu minereuri de fier, urmare a acestei exploatări in zona ramânând o fabrică de prelucrare a minereului de fier, extras de la exploatarea Minieră Băișoara din păcate aflată în conservare, după epuizarea acestuia trecându-se la exploatarea feldspatului, extras de la Exploatarea Minieră Muntele Rece, acum închisă.
Un producător de renume mondial, Knauf, a anunțat deschiderea unor exploatări de gips pe teritoriul comunei Căpușu Mare, într-o zonă apropiată de satul Căpușu Mic.
Ca ocupație a forței de muncă din comnuna Căpușul Mare, este șantierul autostrăzii Transilvania, fabrica de mortare de zidărie și tencuieli "Bauleiter" și șantierele de construcții din Cluj-Napoca.
După ce în anul 2006 s-a pus în funcțiune canalizarea satului și a comunei Căpușu Mare în anul 2010 la începutul verii a fost finalizată rețeaua de alimentare cu apă potabilă. Următorul program investițional pentru sat este turnarea unui covor asfaltic, investiție finalizată în 2014.
Consiliul județean a investit în anul 2005 în reabilitarea drumului județean 103L, continuat cu 103K, care face legătura între satul Râșca și comuna Căpușu Mare, prin refacerea fundației, turnarea unui strat de asfalt și ocolirea localităților.

## Vezi și
- Biserica reformată din Căpușu Mic

## Imagini

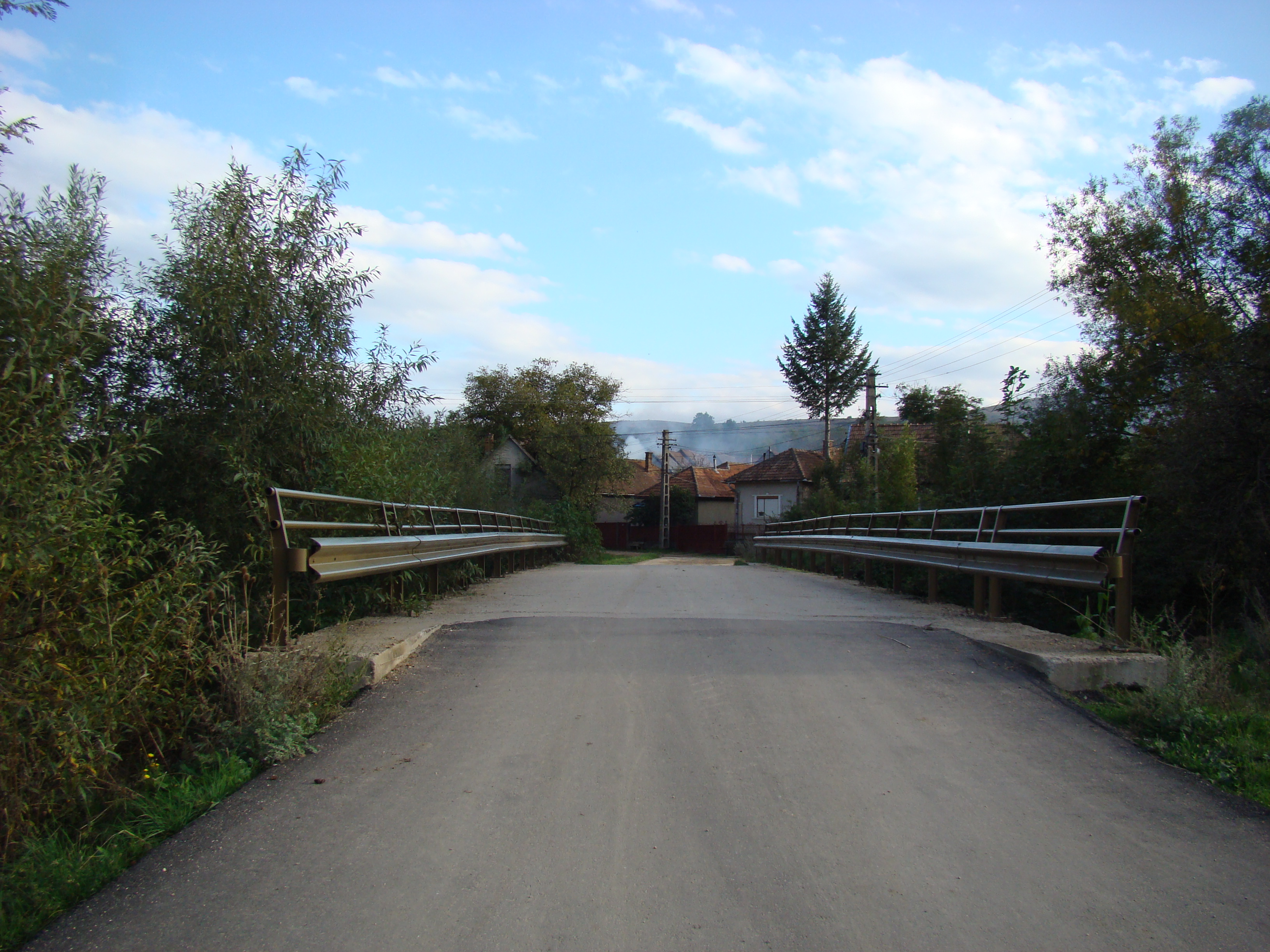
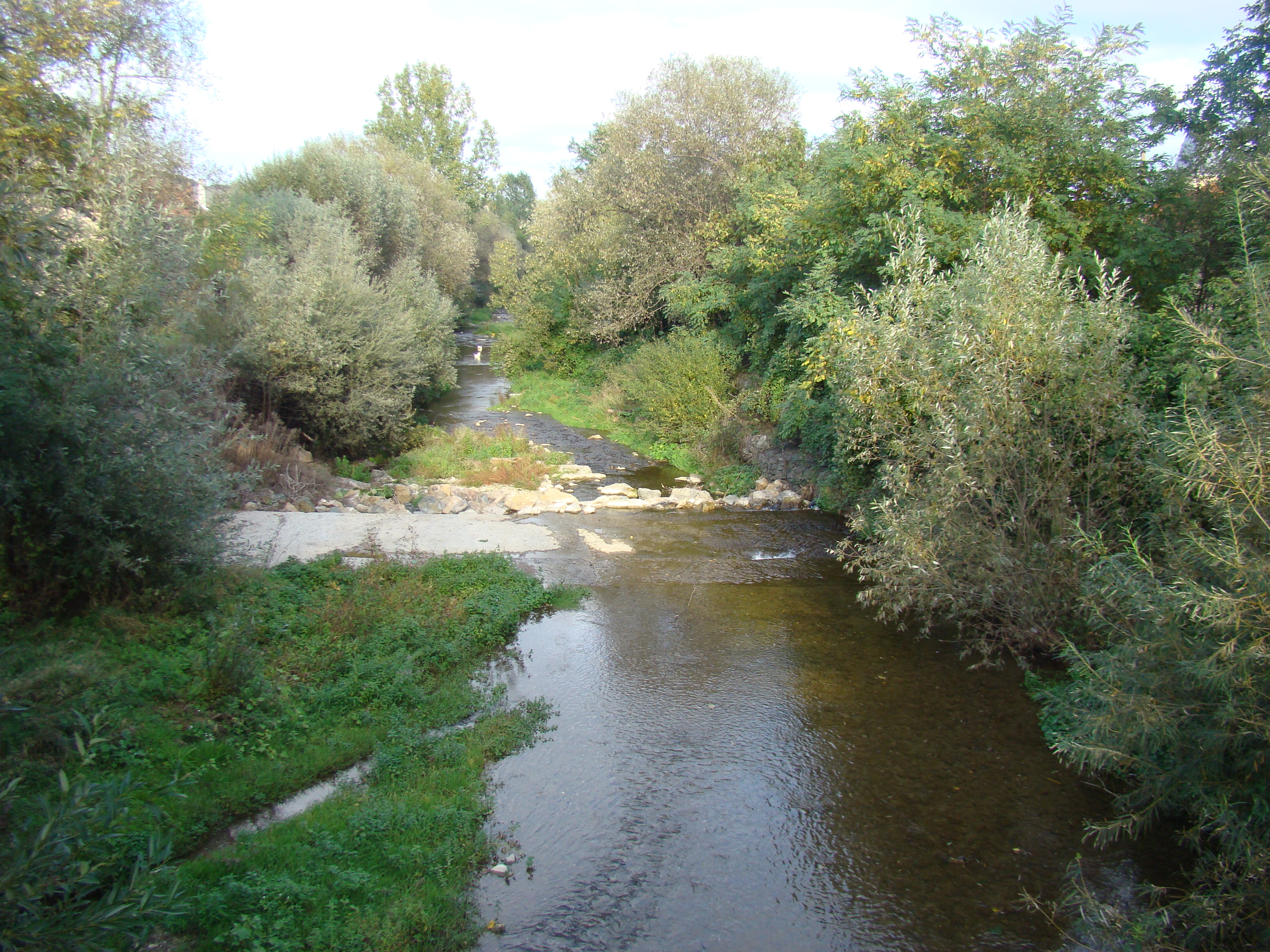
Râul Căpuș
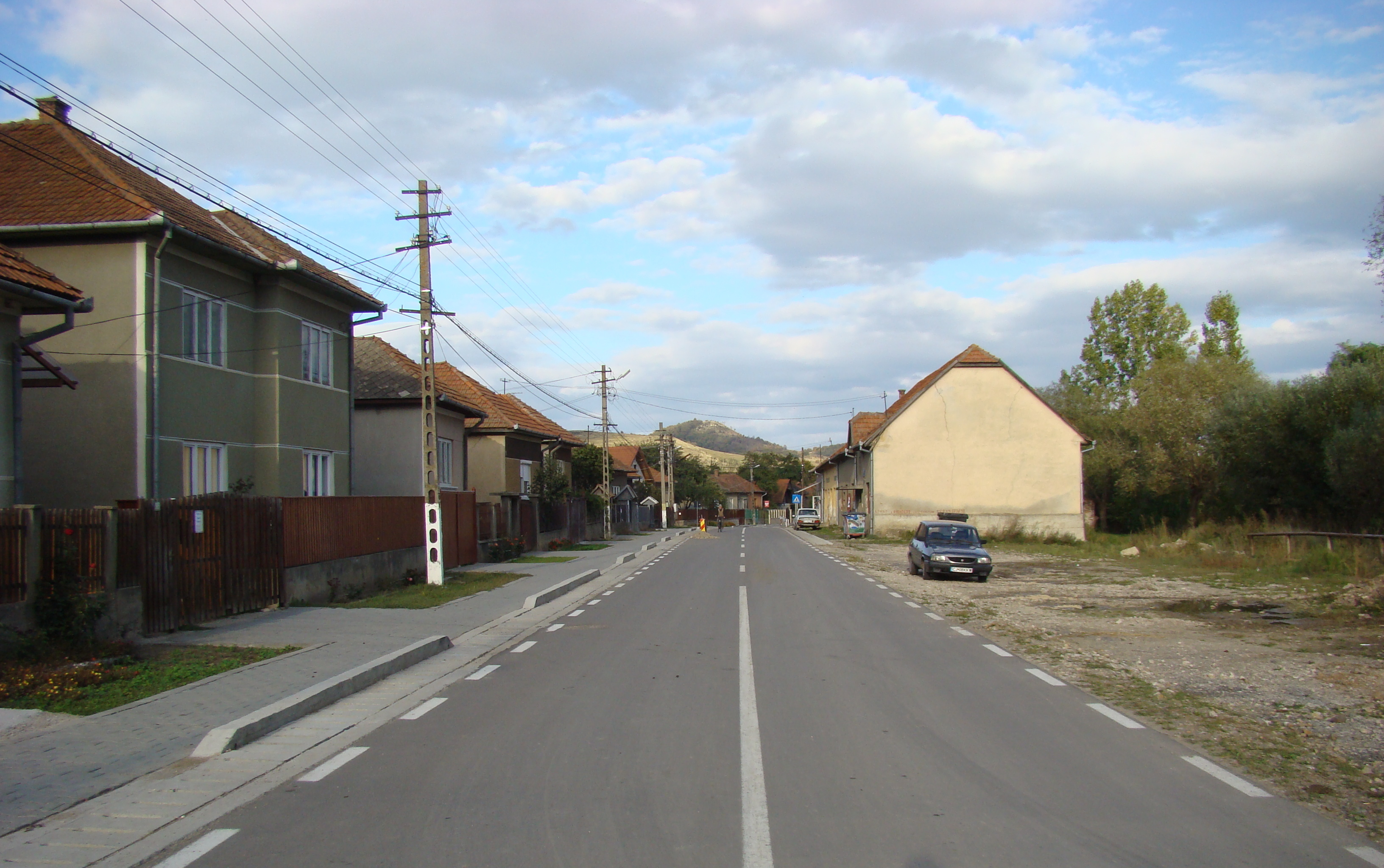
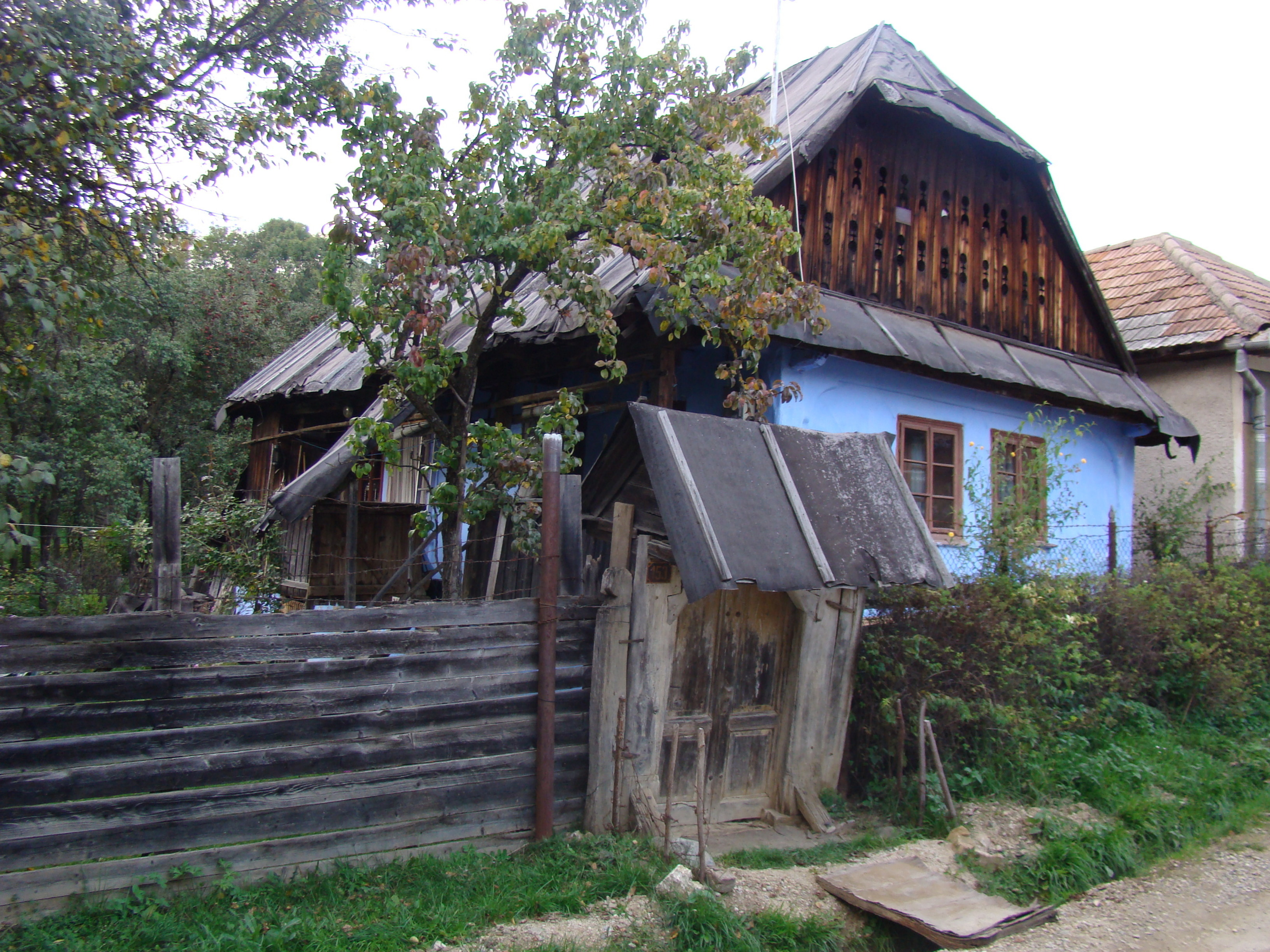
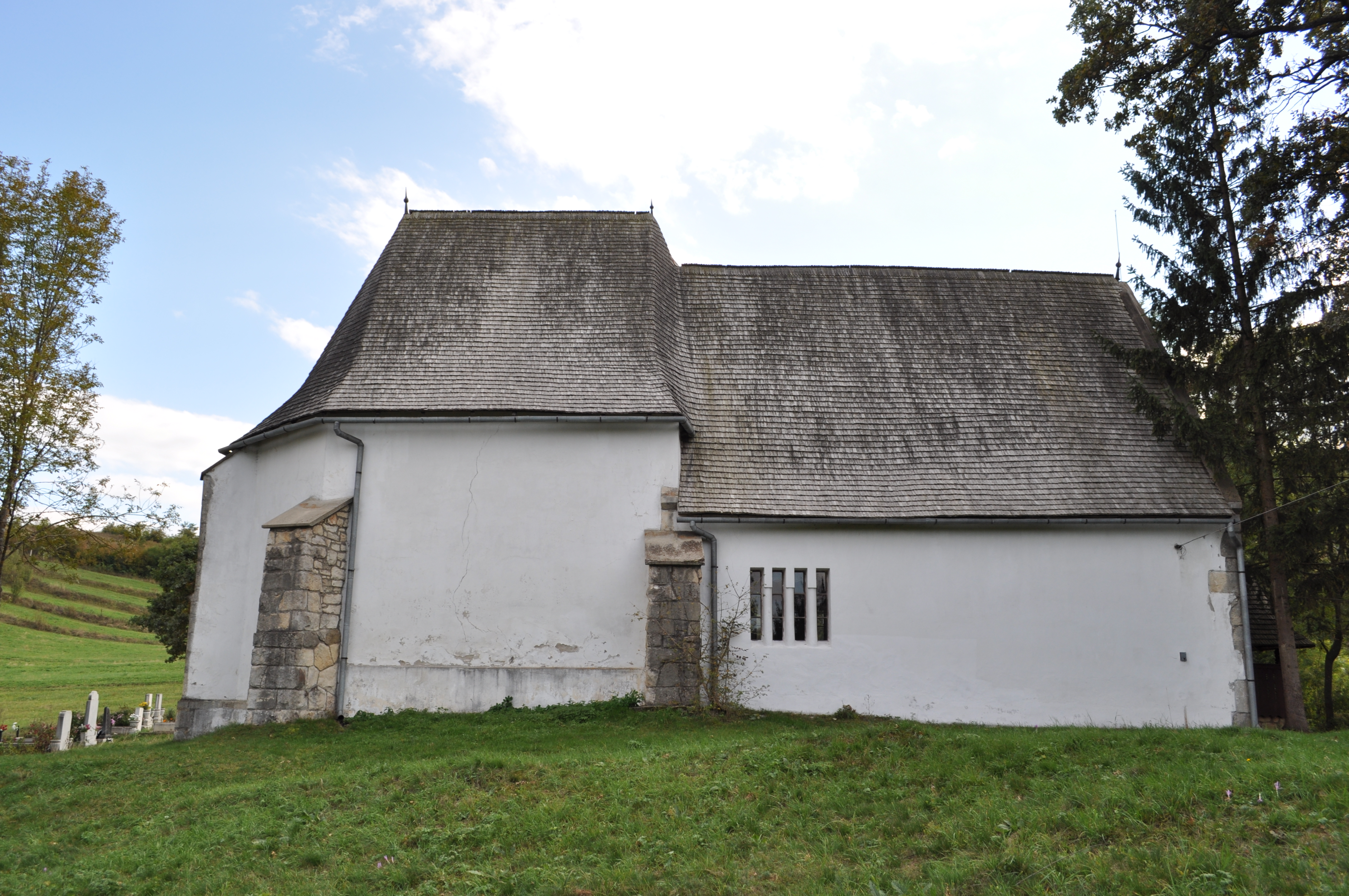
Biserica reformată, monument istoric
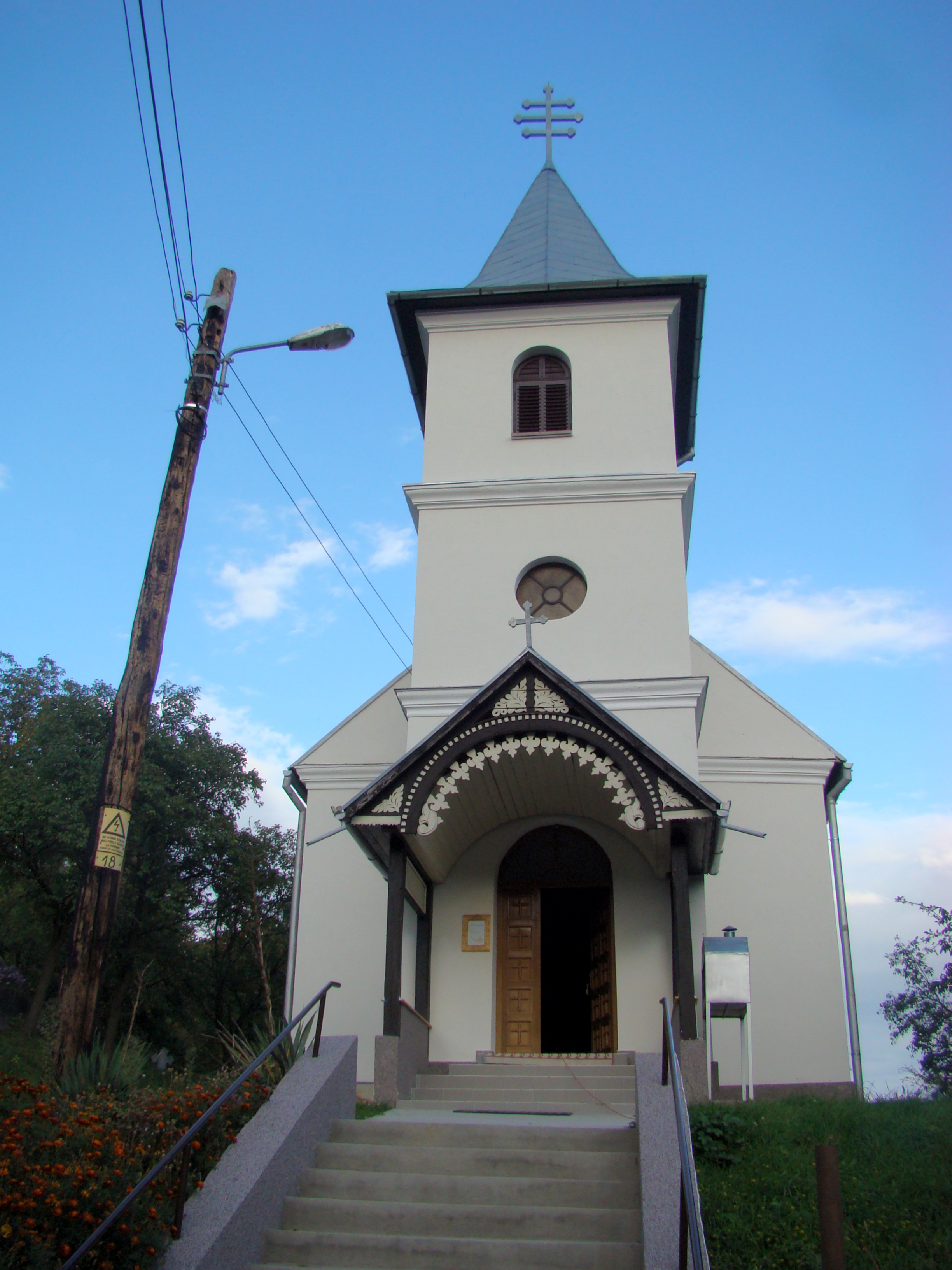
Biserica ortodoxă „Sfântul Ierarh Nicolae” (1925)
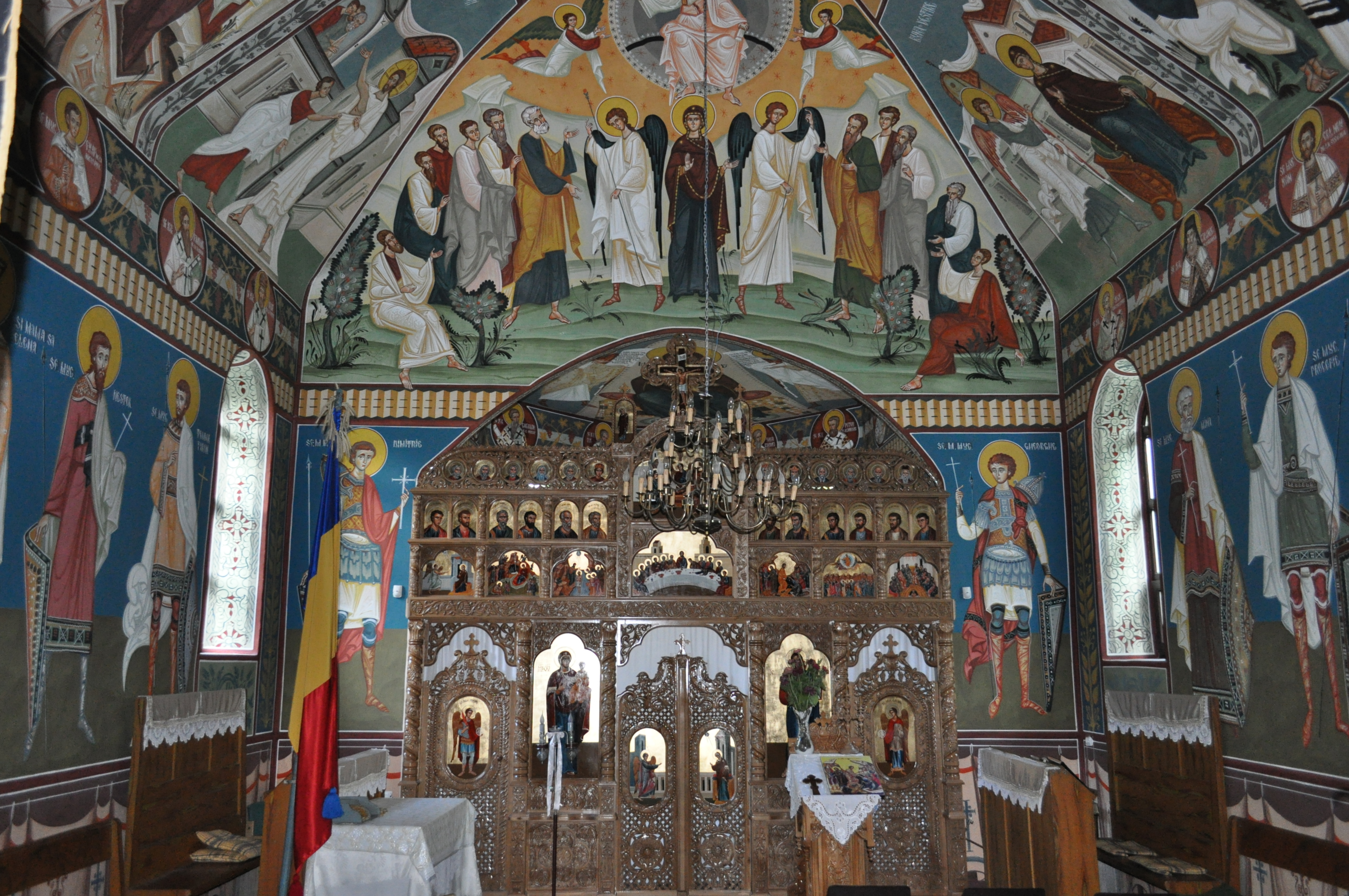
Biserica ortodoxă „Sfântul Ierarh Nicolae” (nava spre iconostas)
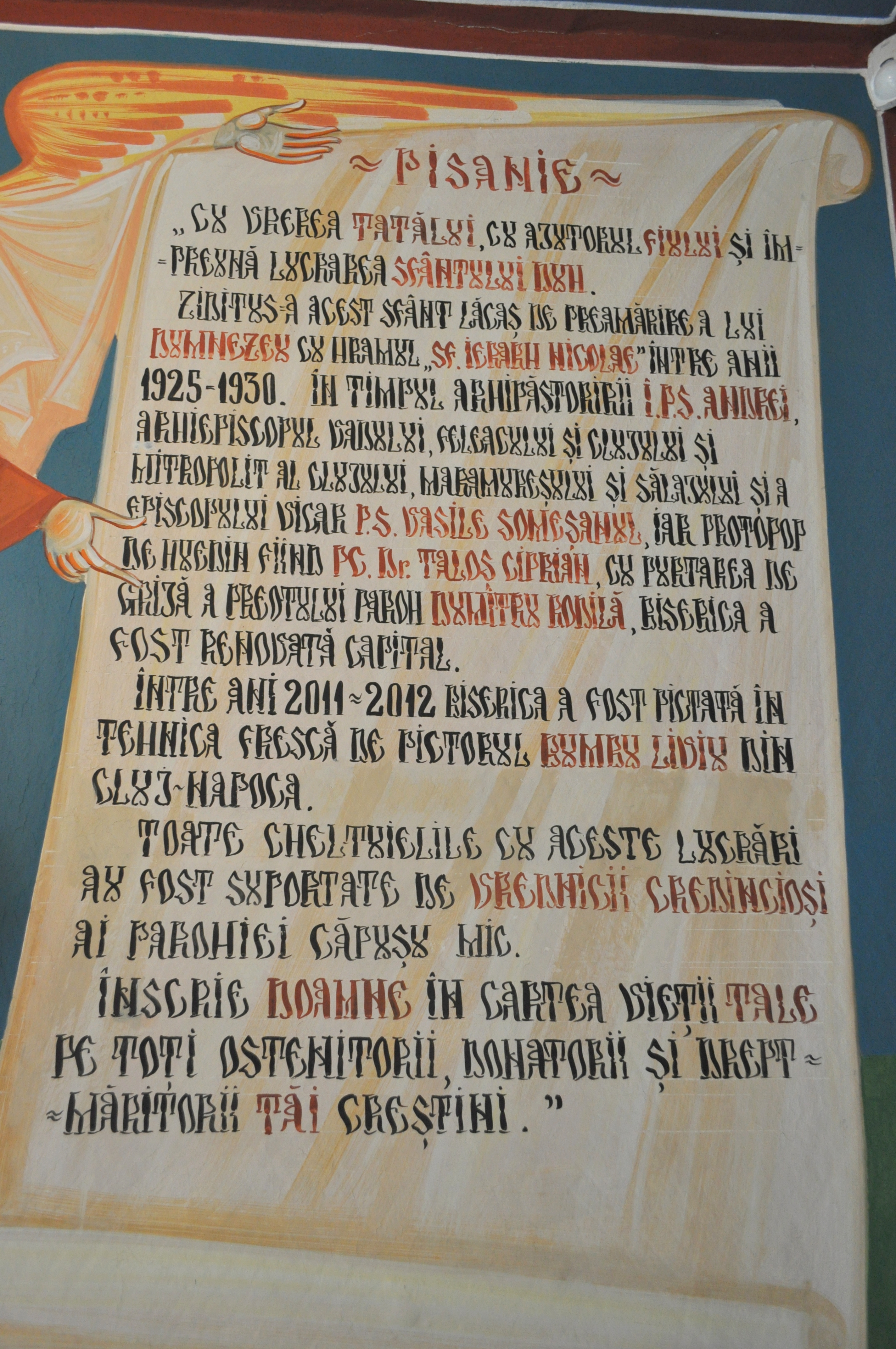
Pisania
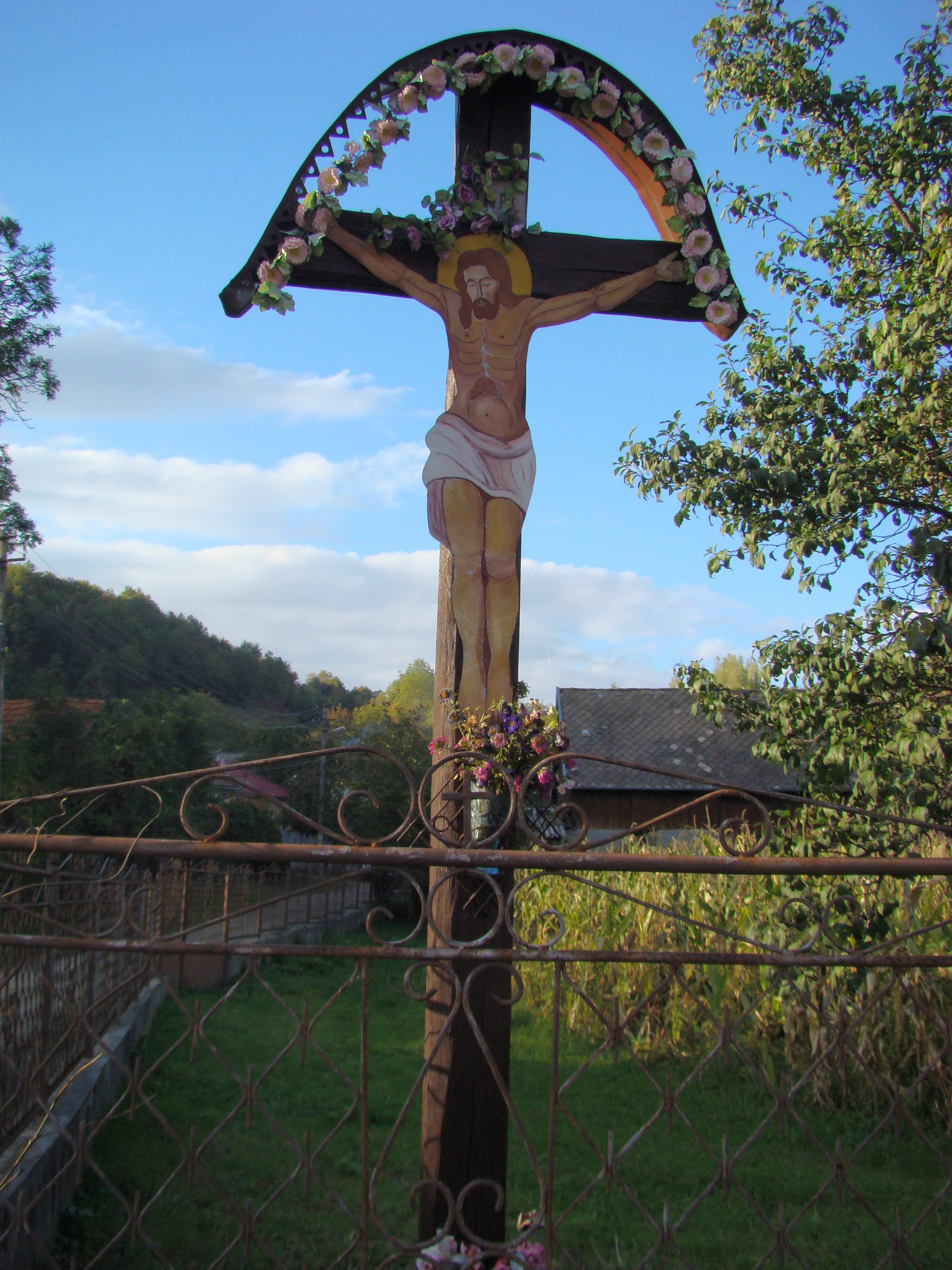
Crucifix
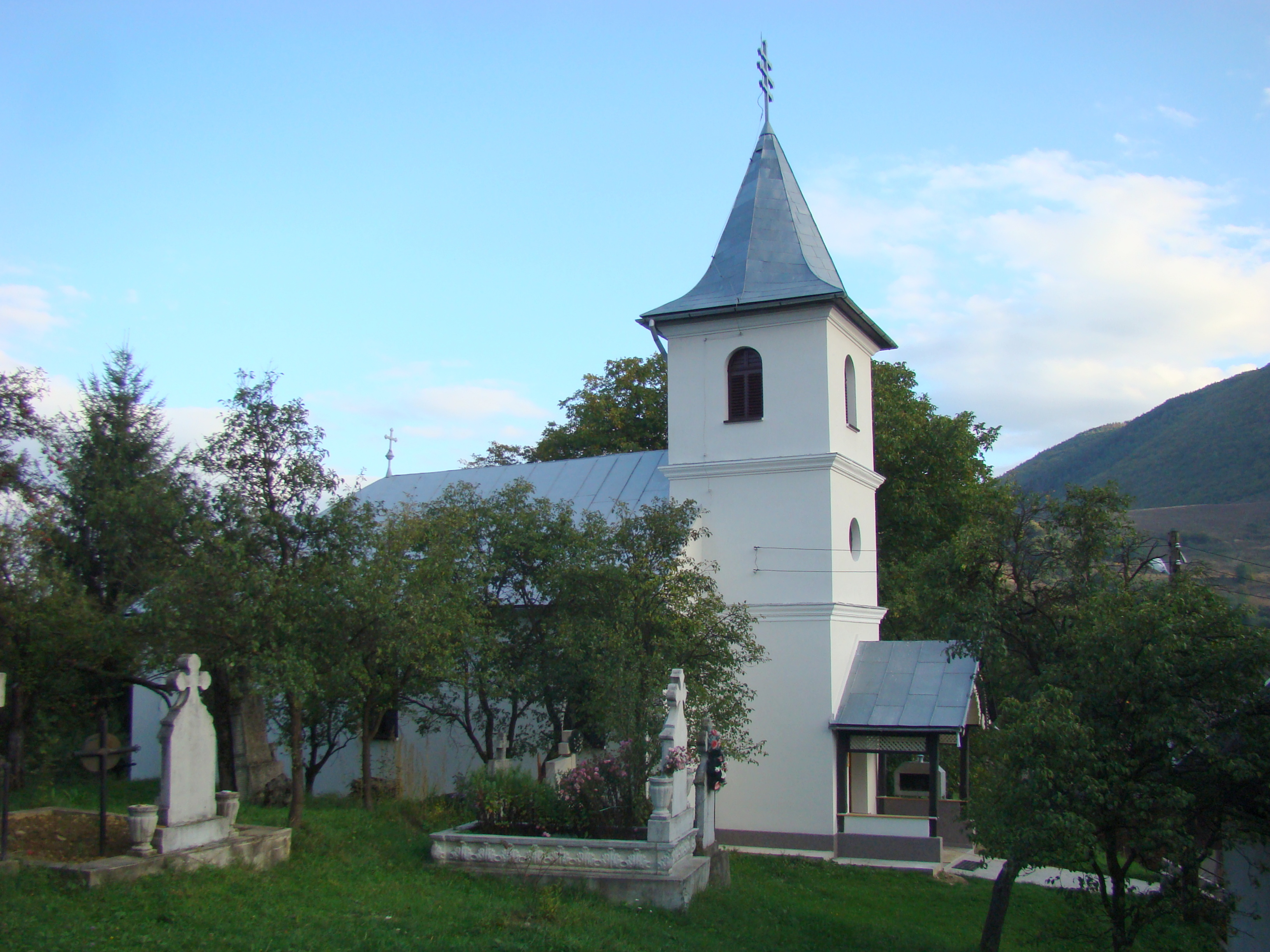
Biserica ortodoxă „Sfântul Ierarh Nicolae” (1925)
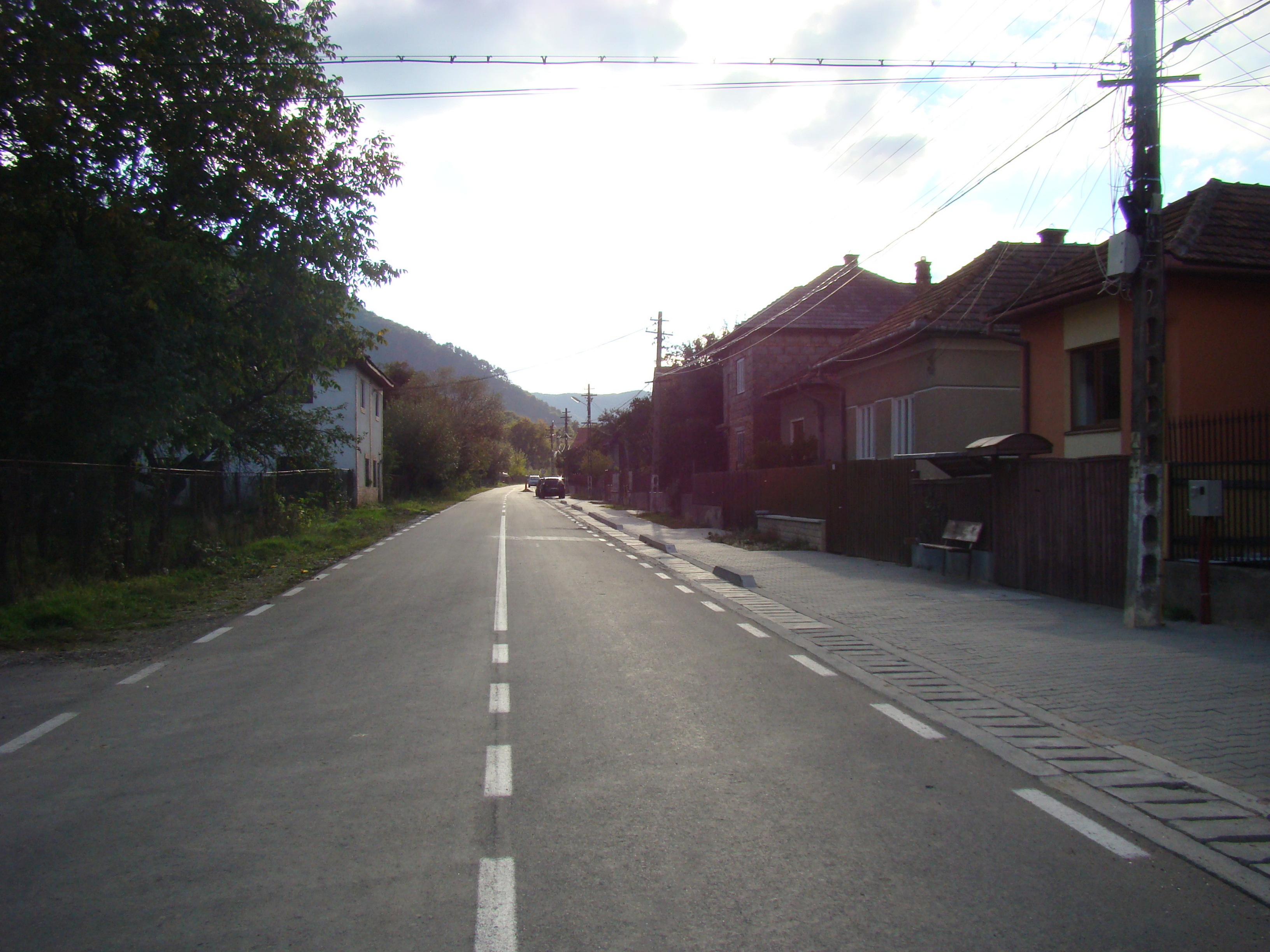
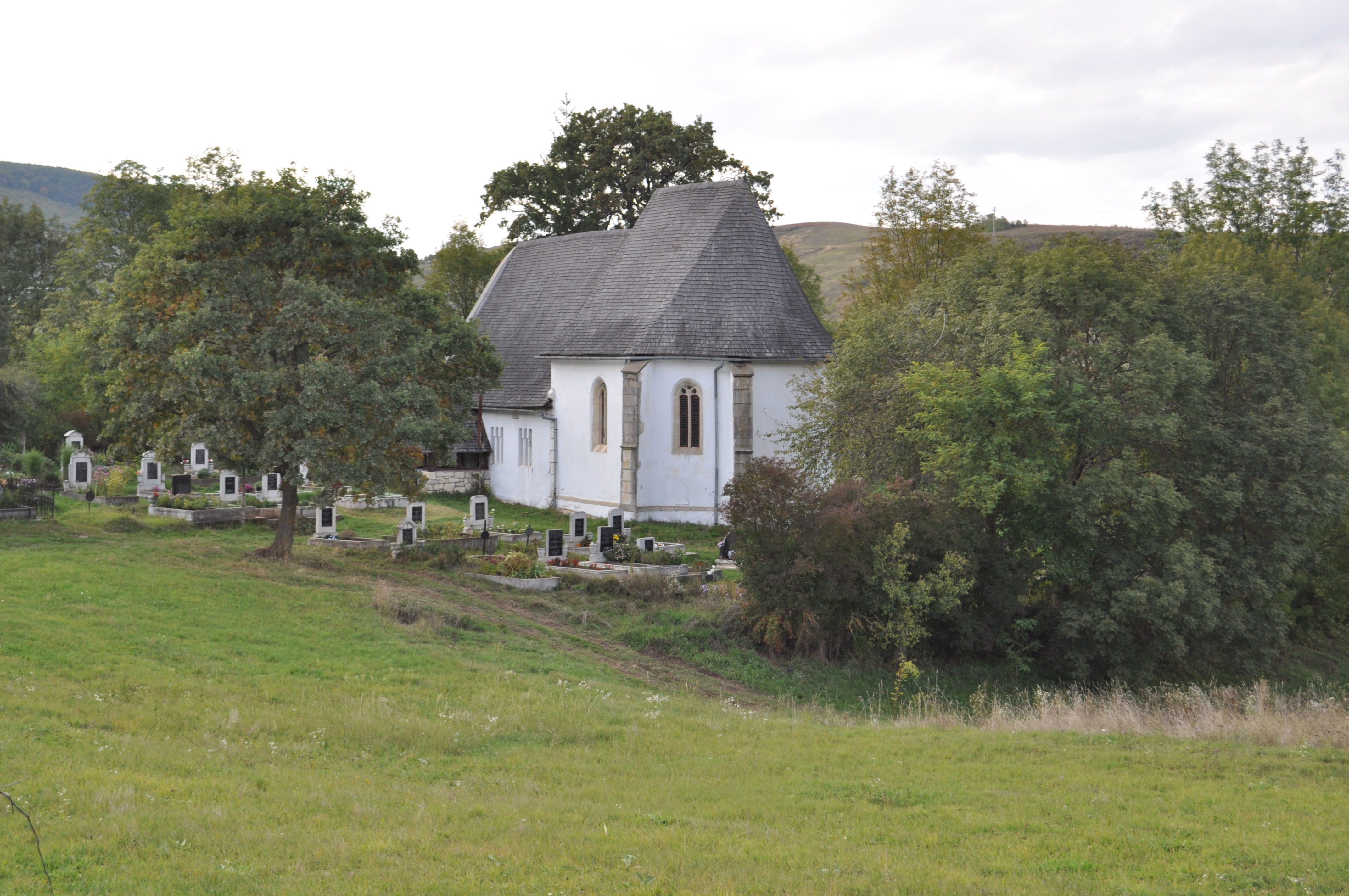
Biserica reformată-calvină (monument istoric)
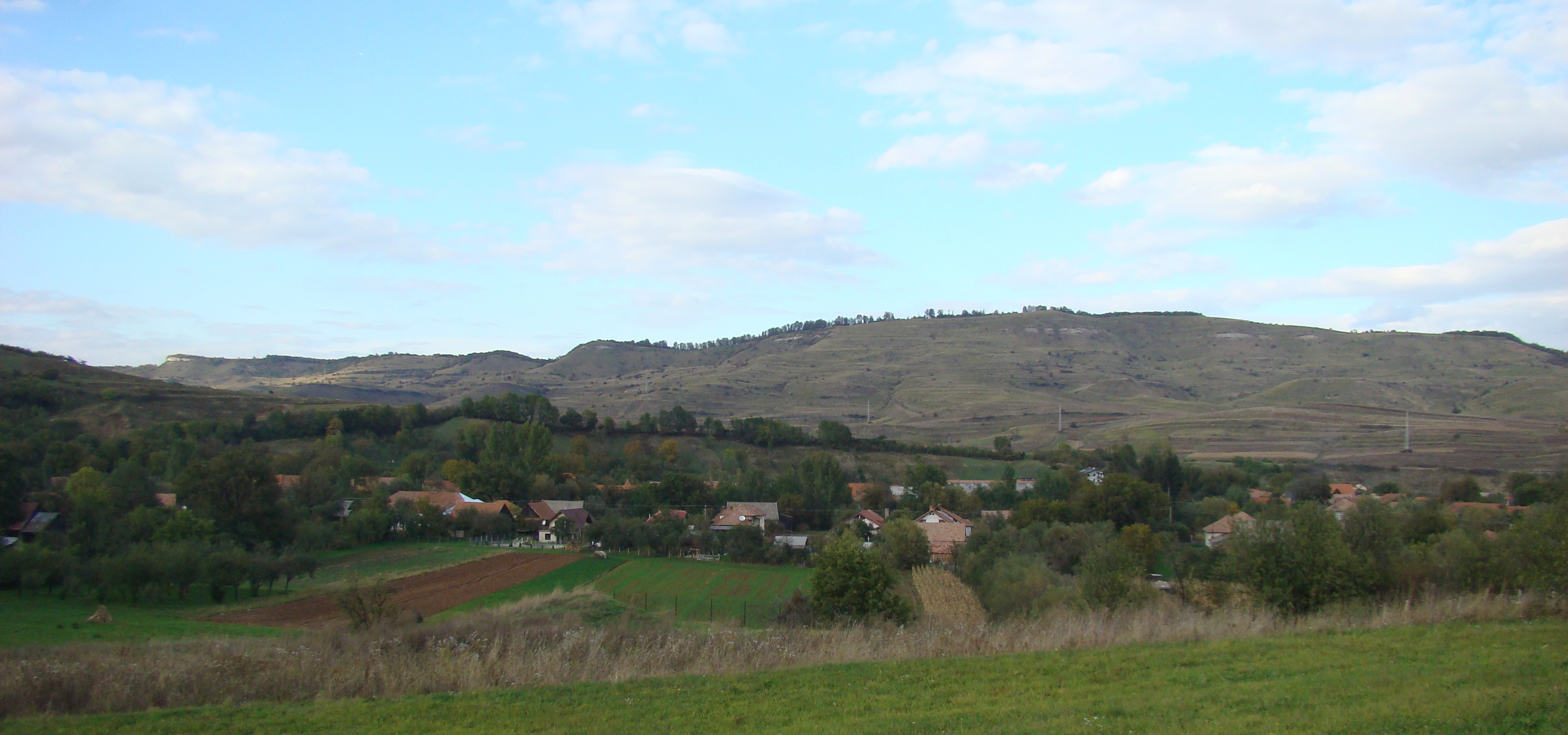